# Vũ khố
Vũ khố (tiếng Trung: 武庫), Armory), là một cơ quan công quyền trong lịch sử phương Đông thời cổ đại.

## Trung Quốc
Vũ khố nguyên bản là kho vũ khí được xây dựng thời Chiến tranh Hán Sở. Đây là một phần của công trình thành Trường An do Tiêu Hà giám sát, Bái Gia và Dương Thành Diên xây dựng. Vũ khố là nơi cất giữ, bảo quản vũ khí của triều đình để đề phòng trường hợp thiếu vũ khí khi có chiến sự xảy ra.
Thời Hán Vũ Đế, Vũ khố là cơ quan trực thuộc Chấp kim ngô (Trung úy). Triều đình đặt một chức Lệnh, thừa để giám sát Vũ khố. Vũ khố lệnh trật 600 thạch, Vũ khố thừa phụ tá. Đây cũng là nơi cất giữ các bảo vật như đầu của Vương Mãng, giày của Khổng Tử, Bạch xà kiếm của Hán Cao Tổ,... nhưng tất cả các hiện vật này đều bị xóa sổ trong một trận hỏa hoạn vào năm 295 thời Tấn Huệ Đế.
Thời Tống, xóa bỏ Vũ khố. Đến thời Minh, lập Vũ khố ti (武库司), thuộc bộ Binh.

## Việt Nam
Nguyên đời Gia Long, Vũ khố là cơ quan tên Ngoại đồ gia. Năm Minh Mạng 1 (1820), vua đổi tên thành Vũ khố.
Thời Nguyễn, Vũ khố bao gồm các thuộc viên và kho hàng như sau:
- Điều hành phủ là 1 Thị lang, 1 Lang trung, 2 Viên ngoại lang
- Dưới có 1 Từ trát tào là cơ quan quản lý văn thư, 4 kho Giáp, 4 kho Ất
- Kho Giáp 1 giữ quân khí gồm 1 Chủ sự, 1 Chánh bát phẩm Thư lại, 6 Vị nhập lưu Thư lại
- Kho Giáp 2 giữ khí cụ đồng thiếc gồm 1 Chủ sự, 2 Chánh bát phẩm Thư lại, 7 Vị nhập lưu Thư lại
- Kho Giáp 3 giữ sắt gang gồm 1 Chủ sự, 1 Chánh bát phẩm Thư lại, 5 Vị nhập lưu Thư lại
- Kho Giáp 4 giữ vàng bạc tiệp, các hạng giấy, tạp hiệu sơn nhuộm gồm 2 Chủ sự, 1 Chánh bát phẩm Thư lại, 6 Vị nhập lưu Thư lại
- Kho Ất 1 giữ dầu đèn lồng gồm 1 Tư vụ, 1 Chánh bát phẩm Thư lại, 5 Vị nhập lưu Thư lại
- Kho Ất 2 giữ song, mây, thừng chão, buồm, rèm gồm 1 Tư vụ, 1 Chánh cửu phẩm Thư lại, 6 Vị nhập lưu Thư lại
- Kho Ất 3 giữ da thú, lông chim, vật liệu bằng đồi mồi gồm 1 Tư vụ, 1 Chánh bát phẩm Thư lại, 6 Vị nhập lưu Thư lại
- Kho Ất 4 giữ gồ và khí cụ bằng gỗ gồm 1 Tư vụ, 1 Chánh bát phẩm Thư lại, 6 Vị nhập lưu Thư lại